# 長崎屋
株式会社長崎屋（ながさきや、英: Nagasakiya Co., Ltd.）は、衣料品を主力商品とするスーパーマーケットチェーンである。愛称は「サンバード長﨑屋」。本社は東京都目黒区で、株式会社ドン・キホーテの完全子会社でありパン・パシフィック・インターナショナルホールディングスの孫会社である。総合スーパー（GMS）の「長﨑屋」、ディスカウントストアの「ドン・キホーテ」及び「MEGAドン・キホーテ｣を運営している。
かつて存在した菓子メーカーナガサキヤとは、商号の他、当社と同じく2000年に会社更生法を申請するなど共通点があるが資本関係は一切ない。

## 歴史

### 屋号の由来と創業家
事実上の創業者である岩田孝八の先祖は江戸時代、東海道大磯宿で本陣に次ぐクラスの旅籠「長崎屋」を営み、名主もつとめたが、1870年（明治3年）に廃業したとされる。
このことなどから、「歴代の徳川将軍に認められたオランダ人が宿泊することが出来る定宿であったことからオランダと日本で馴染み深い長崎から名を取ったとされる『長崎屋』（長崎屋源右衛門）の家系で代々、江戸時代から江戸本石町と大磯町で旅館を営んでいた」という説もあるが、孝八の伝記的な書である「松籟の如し 異能の商人 岩田孝八」の中で「大磯の長崎屋と江戸の長崎屋を結びつける決定的な史料はないが、それを否定するものもない。」と猪飼聖紀が記している通り、江戸日本橋本石町の長崎屋との関係は証明されていない。
同社の社名は、直接的には孝八の父である長八が茅ヶ崎に設けた店の屋号が使用されたものである。
なお、設立から1961年までは長八が社長、孝八は専務として実務面の中核を担った。その後、長八は会長に就任している。

### 創業から衣料品に強いスーパーへ
1946年6月21日、平塚駅近くにあった露店の集まる「旭商店街」の一角に、岩田孝八が開いたかき氷店「おあしす」を始祖とする。1948年1月31日には「おあしす」を本店とし、資本金19.5万円で株式会社長崎屋布団店を設立。同年秋に9坪の布団と洋品売場を併設した長崎屋布団店を開店した。
戦後のモノ不足の統制時代としては豊富な品揃えで、実用的な衣料雑貨を低価格で販売して売り上げを伸ばし、1949年に隣接する店舗を買収して増床したのを皮切りに何度も拡張を繰り返した。1950年12月15日には町田店を開店して多店化に乗り出し、1953年9月1日に東横百貨店平塚店跡地にあった東映の映画館を買収して平塚西店として開店するなど早くから店舗展開を進めた。
創業から数年で蒲団・綿製品をはじめ洋品雑貨や食品も取り揃えるなど、早くからアメリカのチェーンストアの経営理論を取り入れ、衣料品中心のチェーンストアを全国展開した。
1967年には東京証券取引所第1部に上場し、流通業界準大手に成長した。
優れた衣料品の仕入れ担当者（バイヤー）が複数存在したため、スーパーが「安物売り」と見下されていた1960年代や1970年代でも衣料品メーカーや問屋の営業担当者が意見を聞きによく訪れるなど別格の扱いを受け、百貨店としか取引しないような老舗の衣料品メーカーや問屋とも取引していた。
1969年には自社開発製品（プライベートブランド）「サンバード」の肌着を発売。独自の商品テストを行うなど、消費者の立場から厳しい評価を行うことで知られていた雑誌「暮しの手帖」からグンゼと並び最高評価を受けるなど、衣料品に関して高い評価を獲得し、衣料品に関してスーパー業界内ではずば抜けた力を持ち、名門スーパーとしての評価をされていた。
こうした衣料品の仕入れ・開発力の強みを生かしてフランチャイザーとして衣料品店の加盟店募集も行い、海外では類を見ない衣料品のフランチャイズを行っている企業として注目が浴びた事もあった。
その一方で、1950年代半ばに実験的に鮮魚を販売した際に大量の売れ残りを出して廃棄処分した経験に伴い、面倒な食品販売を避け、得意とする衣料品に特化する方針を採ったため、スーパー業界の中でも食料品販売への取組が遅くなり、他の総合スーパー各社が注力していた消費者が一ヶ所で商品を購入出来るワンストップショッピングと呼ばれるニーズへの対応が出来なかった。

### 衣料の値入れ率変更と弱体化
1980年代初めの個人消費低迷で当社は大幅減益に見舞われた。その際、創業者の岩田孝八（当時は社長）は「衣料品は家電と違って比較購買ができないため、1,000円だったものを1,100円にしても問題ないはずだ」と判断し、一部役員の「商品力が落ちる」という反対を押し切り、主力衣料品の値入れ（粗利）率を40%台から50%台へと引き上げ、売上が伸びなくても利益を確保しようとした。真意を確かめようとして訪問した衣料品メーカー三陽商会の社長吉原信之も突っ撥ねるようにして、強引に値入れ率の引き上げを進めた。
こうした強引な値入れ率（販売価格）の引き上げは、消費者に割高感を抱かせて売上の伸び悩みを招いた。同時に、他社でも販売している優良衣料品メーカーや問屋の離反を招き、同社との取引に依存する弱小衣料品メーカーや問屋との取引率が拡大する結果につながった。
また「前年は売れたが今年は売れない」など、商品寿命が短くなる時代にもかかわらず、バイヤーの勘や経験など個人的な判断に頼る傾向が他社より強いなど、衣料品仕入れという同社の強みが徐々に喪失していった。この背景として、優れたバイヤーが定年などで引退していくなか、後任の育成が順調にいかなかったこと、優秀な担当者に早くから恵まれていたことが災いし、販売情報などから今後の売上を予測するシステム構築への取組がダイエーやジャスコ（現・イオン）、イトーヨーカ堂などの同業他社に比べて遅れたことがある。
1995・1996年度は若干ながら連続経常黒字となり、財務面の建て直しが成功しかけたように見えた。しかし、前述のとおり衣料品の仕入れ・販売力が低下。翌1997年度には得意としていた紳士スーツなどに絞って商品仕入や販売員、広告費を増やして営業力強化を目指したが、売上目標未達成となり大量の売れ残りが発生、その処分販売などで再び経常赤字に転落した。

### 食品強化の失敗
食品分野への出遅れを挽回するため、食品スーパーの協業組織（ボランタリー・チェーン）であるセルコチェーンに所属する全国各地のスーパーとの合弁で地区毎に「サンドール」という名称の食品スーパーを設立して対応したり、テナントとして東急ストア（開店当時の店名は東光ストア）やカスミ、いなげや、京成ストアなどを導入するなど食品スーパーとの提携戦略を展開した。
その後、1990年代には直営の食品売場の展開を進めるなど本格的に食品販売に取り組み、1997年には食品スーパーの多店舗展開を目指し、千葉県印旛郡に関東地区の生鮮食品の配送・加工拠点として「プロスマート生鮮センター」を設立した。また、既存店での食品売場の新設や拡充、鮮魚や惣菜などの生鮮食品の強化、新長野店や四街道店などの新店舗では食品の売上構成比40%以上を目指すなど、競合の総合スーパーより約10ポイント低かった食品販売の強化を進めた。
しかし、2000年2月の経営破たん時点でも、直営店95店のうち直営食料品売場のない店舗が40店以上あり、破綻前年の1999年2月期決算では売上高約3144.64億円のうち食料品は約791.86億円で26.1%に留まるなど、食品の売上構成比の拡大はなかなか進まなかった。

### 尼崎店の火災
1990年3月18日、尼崎店の4階寝具売場で火災が発生した。防火扉前に商品が置かれていたため扉が閉まらず、煙が避難階段を煙突代わりに上昇。警報装置が故障していてしばしば誤作動していたため、店員が本当の火災と思わず消火活動や119番通報、避難誘導が適切に行われなかったことなどが影響し、5階食堂付近で死者15人を出す惨事となった。

### 創業家の退陣と経営再建の始まり
多角化投資の失敗などにより、1993年2月期中間決算で経常損失約20億円という上場以来初の経営赤字決算となるなど業績不振に陥った。その責任を取るかたちで、1992年10月13日の取締役会で創業者の岩田孝八代表取締役会長が顧問に、その長男の岩田文明代表取締役社長が取締役相談役に各々降格。生え抜きの井上民雄が新社長に就任して経営体制の刷新を図り、経営再建に取り組むことになった。
1993年2月期決算は、通期で売上高が前期比5.2%減の約4145.64億円で経常損失約5.39億円、当期損失156.93億円という大幅な赤字となった。そのため、1994年2月期は新店舗などへの投資額を前期の約205億円の半分以下の約93億円へ大幅に抑制すると共に、不採算店閉鎖を進めるなど思い切ったスクラップアンドビルドに取り組むことを打ち出した。
当社の業績悪化と、当社と同じく第一勧業銀行（現・みずほ銀行）を取引銀行とする同業のジャスコの北海道進出が重なり、当社が展開する大型ショッピングセンター「ラパーク」などをジャスコへ売却するとの噂が北海道などで流れ、「そのような事実はない」と強く否定するコメントを発表する状況も生じた。
再建のための資金確保の一環として、1994年2月28日付でコンビニエンスストアを運営していた子会社のサンクスアンドアソシエイツの株式57万株を小野グループへ約108.5億円で譲渡。約91.92億円を特別利益として計上したほか、不動産売却益として約24.72億円を計上するなど資産売却による再建資金の確保を進めた。
こうした売却益を計上したものの、大規模な希望退職を実施したことに伴う割増退職金約67.84億円を特別損失に計上したため、経営陣交代後の初年度である1994年2月期決算は、売上高が前期比4.8%減の約3944.63億円で、経常損失が前期比約5倍の約27.66億円となった。2期連続で減収減益となり、特別利益などと合せた当期利益も約1.18億円に留まる結果に終わった。
1995年2月期も、1994年5月に八王子店の土地と建物を共同開発に約80.8億円で売却して売却益約66.4億円を計上したのを皮切りに、同年7月に四条店を勧業不動産に売却した売却益約59.94億円と平塚教育センターを多田建設に売却した売却益約4.29億円、1995年2月に東日本橋の本社ビルと大宮店を陽光エステートに売却した売却益約51.82億円と、所有する不動産を売却して資金回収と売却益を得て再建費用の確保に努めた。その結果、1995年2月期決算は連結決算で売上高が前期比7.1%減の約4444.69億円で経常損失約80.73億円と経常損益ベースでは引き続き赤字となったが、当期利益は約140.26億円の黒字となった。また、単体では1995年2月期決算は若干ながら経常黒字であった。
1996年2月期は改装や新たな自社開発商品の投入など既存店の活性化に取り組み、来店客数を前期比プラスに転じさせると共に既存店売上を前期比若干のマイナスに留めて低下傾向に歯止めを掛けることに成功した。単体では若干ながら2期連続の経常黒字を確保したが、子会社で展開していた不採算事業の整理に伴う損失が嵩み、連結決算では赤字が続いた。
単体で2期連続の経常黒字となったため、1997年2月期には本業の営業力の回復を目指した取組を積極化させた。その一環として上半期だけで21店を改装。うち1店では食品売場を新たに導入すると共に、3店で生鮮品を中心に食品売場を大幅に強化。衣料品でも得意としていた紳士スーツなどに絞って商品の仕入や販売員、広告費を増やして売上高の拡大を目指した。また、不採算店約30店舗の閉鎖や、ディスカウント店「ビッグ・オフ」への業態転換を全て完了した。その他、集客力の低下で赤字が増大していたドーム型遊園地「ファンタジードーム苫小牧」の運営会社サンファンタジーとまこまいを1996年11月30日付で解散。遊園地も1997年1月16日で閉鎖、同年2月末に清算し、不採算子会社の整理も計画していたものをほぼ完了した。こうした不採算事業の整理で生じる損失を処理するため、1997年2月末に川越店と赤羽店の土地と建物に加えて、自由ヶ丘店の借地権と建物の売却による利益の捻出と資金調達を行った。
そのほかにも商品発注の自動化や省力化什器の導入、レジの集中化の推進などにより人件費を削減して低経費の構造へ転換したこともあり、食料品販売が前年比10.3%増と大幅に売上を伸ばした。しかし、得意としていた紳士スーツなどの販売促進策を採って売上拡大を目指した衣料品部門が、最大商戦月である7月と12月に大きく落ち込むなど目標を達成できなかったことなどが影響し、1997年2月期の決算も売上が前年比1.8%減となった。当期利益は約8.38億円の黒字に転換した。

### 業績の急速な落ち込みから会社更生法へ
1998年2月期の決算では食料品販売が前年比0.1%減とほぼ前年並みを確保したが、前述の紳士スーツなどの販売促進策の失敗による在庫処分なども影響し、衣料品部門の売上が前年比5.8%減となるなど売上高が前年比5.4%減と落ち込んだ。結果、約25.19億円の経常損失が生じ、1995年2月期以来の経常赤字に再び転落した。
1999年2月期から始まる新中期3ヵ年計画では、景気回復が見込めない状況から売上げ減でも利益増となる体質への転換を図る効率化を柱にした再建を目指すこととした。
その最初の中間期である1999年2月期中間決算では目標以上の数字を達成した。ところが、1999年2月期中間決算で既存店売上が前期比12.2%減と大きく落ち込んだため、全体の売上高も前期比約9.5%減の約1582.96億円へ大幅に減少。経常損失も前期比約8.66億円増の約11.61億円という大幅な減収減益という厳しい結果に終わった。
下期に入っても業績は回復せず、1999年1月29日に業績予想を、子会社への貸倒引当金なども計上するため当期損益を中間期予想の2.6億円の黒字から93億円の赤字転落へ大きく下方修正することになった。その責任を取り社長の井上が副社長に降格し、主力取引銀行の第一勧業銀行出身の山本善彦が後任の社長になることが発表された。
こうした業績の悪化に伴う資金需要に対応するため、1999年2月22日付で苫小牧店の土地と建物を不動産会社の九段エステートへ約112億円で売却し、約13.73億円の売却益を計上した。しかし、1999年2月期決算は、売上高が前期比8.6%減の約3144.64億円で、経常利益約1.24億円、当期損失約101.13億円と、1月に下方修正した業績予想すら下回った。
ところが、社長に就任する予定だった山本が、就任予定の直前の1999年5月11日に病気が明らかになったことを理由に辞退したため、急遽、会長の北島徳一が社長を兼任することになった。
続く2000年2月期中間決算は、既存店売上高が前期比6.6%減と引き続き大きく落ち込んだ上、夏物衣料の見切セールを行ったことで粗利益が減少して経常赤字が増加。赤字子会社10社への貸倒引当金約69億円を特別損失として計上したため、最終損失が約108億円という大幅な赤字となった。
1999年12月1日付で家電販売のサン家電を当社本体と金沢長崎屋に、カジュアル衣料品販売のサンブルームを当社が100%出資する新会社に、呉服販売のかのこや宝飾販売のビゴール、女性向けカジュアル衣料品販売のシンバルの3社は従業員が独立する形で設立した新会社に各々営業権を譲渡して解散・清算を進めた。これらの子会社の整理損失に対する引当金など特別損失171億円を2000年2月期決算に計上することになった。
そのため、2000年2月期決算で単体で約239.65億円、連結で約181.34億円の当期損失となり、単体で約84億円、連結で約165億円の債務超過に陥る見込みとなった。この債務超過への転落見通しに伴い、新年度でも店舗売却を行うなど財務体質の建て直しを目指す新経営計画の策定を目指したり、プランタンを傘下に持つフランスの大手流通グループ「ピノー・プランタングループ」との資本・業務提携交渉などを進めたが、価格などの条件面で折り合わず不調に終わったため、2000年2月13日に自力での再建を断念し、約3039億円の負債を抱えて東京地方裁判所へ会社更生法の適用を申請、事実上破綻した。
関連会社を合わせた負債総額は約3800億円で、主力取引銀行として運転資金や新店開設のための資金を供給して再建を支援してきた第一勧業銀行の融資残高は約791億円と破綻直前の4年間で約2倍に膨らんでいた。

### サーベラス・グループと福田國幹エコス相談役による再建
会社更生法の適用申請に伴い保全管理人に就任した桃尾重明は、2月28日に同社の広告を担当していたサン広告社、及び内装を担当していたサンプランニング2社にも会社更生法適用を申請させた。桃尾は東京地方裁判所の指名で自ら保全管財人に就任したほか、本業との関連性の薄い旅行業を営む関連企業2社の清算を行い、他の17社については自主再建して営業を継続する方針を決めて同日に発表するなど関連事業の整理にも取り組んだ。
2000年3月23日、アメリカの企業再建投資ファンドであるサーベラス・グループのサーベラス・アジア・キャピタル・マネージメントから支援の申し入れがなされた。同社が他の事業会社と共同出資、または単独で100%出資して日本の小売業に精通した事業管財人が経営再建に取り組み、会社更生手続開始後の必要資金を主力取引銀行の第一勧業銀行とともに随時融資することなどを盛り込んだ覚書を同年4月10日に締結した。
こうした方針に則り、保全管理人の桃尾重明とサーベラス・グループが元ダイエー副会長の河島博やダイエーOBで元ユニード社長で当時トリアス社長を務めていた平山敞、長崎屋OBで当時サンクスアンドアソシエイツ社長を務めていた橘高隆哉などの中からエコスの前副社長で相談役の福田國幹が事業管財人として選ばれ、2000年5月19日に会社更生法に基く更生手続きの開始が決定した。
福田は「早急な業績回復には店舗の売上げが不可欠」との考えから、赤字店の閉鎖は最小限に減らすとして、会社更生法申請前に計画していた30店の閉鎖を14店に留めた。また食品の売上構成比の低さが今後の競争に不利と考えられることや、売場面積3,000坪未満の中小型店舗が大半を占める当社の店舗構成を生かすためにも食料品の強化が不可欠だとの観点から、食品に限定したチラシの配布や他のスーパーと同様の曜日によるセール実施などの食品関連の販促活動を更生手続き開始直後から強化し、同年6月の既存店ベースの食品売上高を5月までより6〜7ポイント回復させて前年比3%減、翌月の7月には前年比3.5%増と食品の売上回復による再建を進めた。また、競合の厳しい店舗で食品売上が伸び悩んだため強い競争力を持つカテゴリーキラーと呼ばれる専門店を生鮮部門へ導入する方針へ切替え、2000年8月31日の天童店を皮切りに、まず15店で導入すると共に直営の生鮮売場を強化するために生鮮食品部を青果部と精肉部と鮮魚部という3部門に分割して専門性の強化を図った。更に食品を扱っていなかった店舗にも生鮮食品こそ導入しないものの、即席麺や缶詰などのいわゆるドライ食品と日配品のみを食品スーパー並みの品揃えと割安感で扱う食品売場の導入を11月中旬から4店舗で始めるなど食品強化による業績回復をより多くの店舗に展開しようとした。
こうしたカテゴリーキラーと呼ばれる専門店の導入に伴い、生鮮食品の加工・配送を行う「プロスマート生鮮センター」の利用が減少することになったため、効率化の一環として2000年10月31日にこれを閉鎖。物流機能は南日本運輸倉庫への委託へ切り替えた。
そして従来同社の強みとされていた衣料品販売も、2000年6月にレナウン系の婦人服専門店レリアンの元常務を衣料品を担当するソフト・ハード商品本部長に、同年10月11日にダイエーの婦人服部門の元ゼネラル・マーチャンダイズ・マネジャーを副本部長に各々招聘するなど外部人材を導入すると共に、全員女性の社内プロジェクトチームで作ったフロア毎の生活提案型の新コンセプトを導入した若い女性に焦点を絞ったファッションや雑貨などを扱う実験店を兼ねたファッション情報発信基地のル・パルクを12月1日に自由が丘店を業態転換する形で開設し、その成果を他の既存店の非食品売場に反映させていくことを目指すなど衣料品の抜本的な立て直しも図ろうとした。
その他にも、大型店での家電販売の強化を目指して二俣川店など3店の首都圏の大型店舗に家電大型専門店のベスト電器の導入も進めるなど、商品分野ごとに競争力を高めるための新たな営業政策が進められ、家賃引き下げ交渉による収益性の改善も進められた。
この家賃引き下げ交渉が決裂し、店舗の所有者側からの賃貸借契約解除の申し入れがされたことにより2001年10月31日に東京都福生市の福生店、11月30日に京都府京都市の四条店が急遽閉鎖された。
2000年10月18日に会社更生法適用後初の新店舗として開業したラパーク蓮田店では、生鮮食料品へのカテゴリーキラーと呼ばれる専門店導入や直営の売場面積約2,000m2の大型食品売場などの食品販売強化策、従来の店舗の様な地元の専門店中心ではなく、家電量販店のジョーシンやカジュアル衣料品店のライトオン、ドラッグストアのセガミ、未来屋書店など各々の分野で核となるような集客力の強い大型チェーン専門店を導入するなど再建計画の一環として打ち出された主要な店舗戦略が展開された。こうした諸施策の展開により、同店はショッピングセンター全体の年間売上高70億円の目標を達成すると共に、直営部門の食品売上高が約30億円に達して直営店の食品売上の構成比が60%を超えるなど順調に売上を伸ばした。
また、2000年10月30日に長崎屋ホームセンターをオリンピックグループのホームピックに売却。同年12月27日に会員制スポーツクラブのフォルザを運営を委託していたザ・ビッグスポーツに売却するなど本業以外の関連会社の整理も進められた。

### 再建の遅れなどによる方針の変更
様々な既存店の活性化策を打ち出したが、デフレが進む経済状況の影響も受けて業績の回復が想定以下に留まったため、2001年11月12日には全売上高の約20%を占める31店舗の閉鎖、社員の3分の1に当たる700人の希望退職を募集する、大幅な事業縮小による再建へ大きく路線転換を図ると発表した。また更生手続きの開始時、更生計画案の期限は2001年5月18日とされていたが、4,000社を越える債権者の多さや更生担保権の権利関係が複雑で債権総額の確定が遅れたため、期限直前の同年5月7日に更生計画案の期限延長を裁判所に申し立て、6ヵ月延長して同年11月19日とすることが認められ、その後更に延長されて2002年3月末となった。
しかしサーベラス・グループ等と共に再建を支援するスポンサーとなることを目指していた日本の企業再建投資ファンドのアドバンテッジ パートナーズが更生計画案を提示したが、その案では債権カット率が高すぎるとして主要な更生担保権者である銀行団が反発して交渉が不調に終わり、2002年1月15日に支援交渉を断念したことが明らかになり、新たな再建支援のスポンサーとの交渉を進めることになった。

### キョウデングループによる再建
アドバンテッジ・パートナーズの再生支援断念を受けて、2002年（平成14年）2月7日にプリント基板の開発・製造を行うキョウデンを中核として99円均一店のSHOP99など複数の小売事業を展開しているキョウデングループと優先交渉権を締結して、新たなスポンサー候補として交渉が進められた。
このキョウデングループを再建支援のスポンサーとして約700億円の更生債権を分割弁済するという新たな更生計画案が策定されて再建の見通しが付いたため、キョウデングループのクラフトとスポンサー契約締結されて2002年（平成14年）6月3日に事業管財人が福田國幹からキョウデン会長の橋本浩に交代した。
2002年6月24日開催の第3回関係人集会で更生計画案の決議を受けることが出来たため、同月30日に東京地方裁判所から計画案の正式認可を受けた。これを受けてキョウデングループは、8月8日に従来の資本金117億88万円を100%減資した上で、キョウデングループがキョウデン本体の27.5%を含めて72.5%の29億円を出資するほか、取引先など11社が残りの27.5%を引き受ける形で第三者割当増資が行われた。また、キョウデン会長の橋本浩を長崎屋の社長とし、あおぞら銀行から出向中の岸本昌吾も長崎屋に派遣して、長崎屋をキョウデンの連結子会社にして経営再建に取り組むことになった。
2003年3月1日に橋本が招聘した住友銀行（現・三井住友銀行）出身の上山健二が社長に、あおぞら銀行出身の岸本昌吾が専務にそれぞれ就任。会長に就任した橋本と共に経営再建に当たることになった。2003年度には18店舗を改装すると共に、他社の撤退跡への居抜き出店などに積極的に取り組み、売上拡大を図り再建を目指した。3月7日には柏店を改装し、同年11月21日には栃木県宇都宮市馬場通りの西武百貨店への居抜きというかたちで更生計画認可決定後の総合スーパー第1号店となるラパーク長崎屋宇都宮店を開業させるなど、この路線による再建策が進められた。
2006年には3年以内に株式再上場という目標を設定すると共に、半径4〜5kmを商圏としてその中で購買金額の20%を獲得する狭商圏型総合スーパーという新たな店舗戦略（狭商圏戦略）を打ち出して食品売場の強化や衣料・住居関連売場の充実などを目指し、仙台台原店にディスカウントストアのドン・キホーテをテナントとして導入するなど集客力の回復も図った。また、同年6月21日に東京地方裁判所から同月30日に更生担保権143億円を繰り上げ一括弁済して同年7月上旬に会社更生手続きが終結する更生計画の変更の認可を受けたため、同年7月11日に当初計画より12年前倒しで会社更生手続を終結させた。
2006年には北海道の道内流通大手でもあるコープさっぽろに中標津店1階の食品売り場の運営を譲渡して非食品部門のみを直営として残し、代わりにコープさっぽろが札幌など3店舗で行っている衣料品販売を受託するなど相互に強みを持つ分野を生かした提携を行っている。

#### テレビ番組
- 日経スペシャル ガイアの夜明け 破たんスーパー改造大作戦（2002年9月29日、テレビ東京）[83]。

### ドン・キホーテによる買収と業態転換による再建
ドン・キホーテ（現・パン・パシフィック・インターナショナルホールディングス）は、当社の一部店舗をドン・キホーテに業態転換するほか、共同仕入れによる調達コスト削減など相乗効果を発揮して再建を進め、都市部の若年層を主要顧客としてきたドン・キホーテの顧客層を全国の幅広い年齢層に拡大することを目指して、長崎屋の買収交渉を進めた。その結果、2007年10月25日にキョウデンとその子会社2社（九九プラス、昭和KDE）やキョウデン役員2名が保有していた株式（合計86%）をドン・キホーテが約140億円で買収し、当社を子会社化した。
2008年5月1日に取締役副会長であった成沢潤治（ドン・キホーテ代表取締役社長兼COO）が代表取締役社長に就任し、9月5日に株式を追加取得して当社を完全子会社化。2009年9月には本社を東京都目黒区青葉台二丁目19番10号のドン・キホーテ中目黒本店に移転した。
2008年4月に柏店を「ドン・キホーテ柏駅前店」に業態転換したのを皮切りに、同社のディスカウント店のノウハウを導入しており、6月には溝の口店を「ドン・キホーテ溝ノ口駅前店」に業態転換した。また、事業再生の中核として郊外立地の大型ディスカウント店のMEGAドン・キホーテの業態開発に乗り出し、2008年6月13日にはその1号店として四街道店を「MEGAドン・キホーテ四街道店」に業態転換した。それを皮切りに、同年6月27日に三郷店、8月29日に北鴻巣店、9月26日に市岡店をMEGAドン・キホーテ弁天町店へと、既存の総合スーパーから大型ディスカウント店への転換を開始した。
四街道店は業態転換直後の2008年6月に長崎屋時代の約3倍へ売上が急増し、2011年3月まで一度も売上が前年を下回らないほど好調な業績を上げた。浦和原山店は業態転換後、長崎屋時代の約5倍に売上が急増、その後再度業態転換して更に売上が約1.2倍となり、長崎屋時代の約6倍に達するなどMEGAドン・キホーテへの業態転換は大きな成果を挙げ、2010年4月期の営業損失約18億円の赤字から黒字に転換した。こうしたMEGAドン・キホーテ各店舗の業績の好調さを受け、当社の再生に限定せず、グループの新たな主力業態の1つとして展開することになり、2010年6月期末時点で27店を出店した。
一方で、2010年7月2日に業態転換した苫小牧店では、年輩客の一部が室蘭の店舗に流出するなど地方都市の年配の消費者には合わない側面が出て業績が伸び悩み、室蘭中央店が総合スーパーの長﨑屋のままで売上の伸び率が全店中1位となったため、同年11月5日に室蘭中島店は3階にドン・キホーテを導入したものの他の売り場は長﨑屋のままとする初の複合型店舗として新装開店した。のち八戸店もこの方式での改装が行われ、2010年12月3日に複合型店舗として新装開店した。2011年に小樽店も同様に一部売場のみドン・キホーテを導入する複合型店舗として新装開店するなど長崎屋の屋号も存続させている店舗もある。
なお当社は2009年4月1日にテナント賃貸事業をドン・キホーテグループのパウ・クリエーション（現在の日本商業施設）へ移管してショッピングセンターの運営から撤退し、現在は直営の売場の営業のみを担当している。また、2008年頃から長崎屋の崎の「つくり」部右上を大から立に変更し﨑の字を使用するようになっており、MEGAドン・キホーテ店舗の看板の一部には「株式会社長崎屋」の表記を併用しているものもある。
2013年12月5日には札幌市内にMEGAドン・キホーテ新川店をイトーヨーカドー新川店跡（同年9月16日に閉店）の建物へ居抜きで出店し、長崎屋として9年ぶり（長崎屋がドン・キホーテグループ入りしてからは初）の新店舗となった。それに次いで新規出店したMEGAドン・キホーテ綾瀬店（2015年12月12日開店）もまたGMSであるダイエー綾瀬店跡への居抜き出店となり、ドン・キホーテグループとして持っているGMSの再生モデルをもって出店を進めている。

## 業態

### 現在の業態
ドン・キホーテ、MEGAドン・キホーテ（ディスカウントストア）
現在の主力ブランド。柏店をドン・キホーテ業態に転換したのを皮切りに、32店舗が同ブランドに転換された。後述の通り、長崎屋業態の転換ではなく新規出店により開設された店舗もある。
長崎屋（総合スーパー）
かつての主力ブランド。ドン・キホーテ傘下となってから「ドン・キホーテ」「MEGAドン・キホーテ」への転換が進められ、2024年10月現在では北海道に2店舗、青森県1店舗の計3店舗にまで減少している。
一部店舗は売場の一部を「ドン・キホーテ」「MEGAドン・キホーテ」に転換した併設店となっており、ドン・キホーテ部分の運営も長崎屋が行っている。現存店舗では小樽店・八戸店が該当し、うち小樽店では直営衣料品売場がドン・キホーテに転換され、食品売場のみが長崎屋の屋号で運営されている。
室蘭中島店は2010年に長崎屋単独店から長崎屋とドン・キホーテの併設店に転換したが、2020年にこれらを合わせてMEGAドン・キホーテに転換された。また勝田店は2011年に長崎屋単独店から長崎屋とドン・キホーテの併設店に転換したが、2024年までに長崎屋としての営業を終了している（MEGAドン・キホーテとしてのみの営業に転換）。
中標津店および2023年7月31日に閉店した帯広店では、ドン・キホーテを導入しない一方で、食品売場を直営からテナントに切り替えている。
衣食住すべてを長崎屋の屋号で扱う総合スーパーとしての長崎屋店舗は、2015年に千城台店が閉店したことで消滅した。
昭和時期、高利益率の衣料品部門を重視する反面、食料品売場は直営せず当地の食品スーパーマーケットチェーンに任せ、共同出店するケースが多かった。共同出店相手に東急ストア、松電商事、富士シティオ、桝屋（マルフジ）、忠実屋、京成ストア、なかよし、スピナ、みしまやなどが例出される。
ラパーク（中規模ショッピングセンター）
売場面積6000-10000m2前後の中規模店。ファミリーが集う公園のようなショッピングセンター＝ライフ・アメニティ・パーク」から命名された。差別化を図る為、長崎屋の名称は使用されなかった。1991年3月に開業したラパーク篠路から名称が使用され、全12店舗が誕生した。
2015年1月に千城台店が閉店して以降は、岸和田・瑞江・金沢・いわきの4店舗を営業している。このうち瑞江の直営売場はドン・キホーテ、金沢・いわき・岸和田の直営売場はMEGAドン・キホーテとなっている。
ラパーク篠路店は2001年に閉店後、カウボーイ篠路店（のちのスーパーセンタートライアル篠路店）が出店したが、その撤退後の2019年に（長崎屋ではなく(株)ドン・キホーテ運営の）MEGAドン・キホーテが出店している。

### かつての業態
Big-Off（ディスカウントストア）
ディスカウンタ（ディスカウントストア）
サンドール（食品スーパー）
協業組織（ボランタリーチェーン）であるセルコグループに所属する全国各地のスーパーとの合弁で地区毎に会社を設立して展開した。
単体で存在することもあれば、長崎屋の店舗に入居し食品売場の営業を担当することもあった。子会社が多数存在したが現在は全て清算されている。
サンバード（衣料品専門店）
各地のスーパーに衣料を卸すことがきっかけとなり始まった衣料品専門店。1999年2月末時点で176店舗を展開していた。
サンバードフランチャイズチェーンを名乗るFC展開を行い、商品と売場に関するノウハウを提供していた。元FC店の中には長崎屋と無関係になった後も独立経営でサンバードの名称を引き続き使用している例がある（栃木県佐野市のサンバード田沼店など）。
長崎屋直営店では、2025年3月まで高知ヴィアン店（サンシャイン ヴィアン内）が唯一『サンバード生活衣料館』名義で出店していた。
かつては、「サンバード」の語呂合わせから、各店舗の電話番号下4桁を3810としていた。

## 利用できる決済手段
電子決済サービス
長崎屋屋号の店舗では電子決済サービスとしてクレジットカード、PPIHグループ独自の電子マネーmajicaが使用できる。
商品券
商品券は信販系商品券、ビール券、お米券及び長崎屋商品券、ドン・キホーテグループ共通商品券、ユニー商品券が使用できる。長崎屋商品券は現在は販売されていないが継続して利用可能で長崎屋の他にドン・キホーテ（長崎屋運営店舗とドン・キホーテ直営店舗を問わず）とユニー各店で使用が可能。

## 沿革
- 1940年（昭和15年）- 岩田孝八が藤沢商業学校（現・藤沢翔陵高等学校）を卒業すると同時に、神奈川県茅ヶ崎市で家業の衣料品店を経営[4]。
- 1946年（昭和21年）6月21日 - 平塚駅近くにかき氷店「おあしす」を開店[3]。
- 1948年（昭和23年）
  - 1月31日 -「おあしす」を本店として株式会社長﨑屋布団店を設立[3]。（資本金19.5万円[1]、本店：神奈川県平塚市平塚新宿1445番地[109]）。
  - 秋 - 布団と洋品売場を併設した長崎屋布団店を開店（後の平塚東店。2008年まで営業していた平塚店とは200mほど東に離れていた）[3]。
- 1950年（昭和25年）12月15日 - チェーン1号店となる町田店を開店[3][1]。
- 1951年（昭和26年）- 本店を東京都中央区日本橋大伝馬町3丁目2番地に移転[109]。
- 1952年 - 株式会社長﨑屋に商号変更[4]。
- 1953年（昭和28年）- 東映の映画館（東横百貨店平塚店跡）を買収して平塚西店開店[3]（現・紅屋町まちかど広場）
- 1961年（昭和36年）- （初代）青梅店の開店により、長﨑屋チェーン10店舗達成（この時点での店舗：平塚東・平塚西・鎌倉・町田・清水・川越・八王子・横浜・青梅・立川）。
- 1963年（昭和38年）
  - 東北地方（仙台市）に進出。長﨑屋チェーン20店舖を達成。
  - 7月18日 - 東京証券取引所第2部上場。スーパー業界では初の上場。
- 1964年（昭和39年）3月 - 京都（新京極三条）に出店。関東地盤のスーパーとして初めて関西に進出。
- 1967年（昭和42年）- 東京証券取引所第1部上場[5]。北海道地区（札幌市）に初出店。
- 1969年（昭和44年）
  - 株式会社長崎屋へ社名変更。CIロゴマーク変更（サンバードのロゴが誕生）。
  - 肌着・靴下・ランジェリー・セーターなどのプライベートブランド「サンバード」発売。
  - 5月 - 東光ストア（現在の東急ストア）と提携[110]。
- 1971年（昭和46年）- 九州地区（熊本市・大分市）に初出店。
- 1973年（昭和48年）
  - 土浦京成百貨店と業務提携[110]。
  - 1月 - プリマート（現在のマルエツ）と提携[110]。
  - 3月 - プリマートと合弁で食品スーパーのサンドールを設立[110]。
- 1974年（昭和49年）
  - 10月 - ブラジルナガサキヤを設立し、海外進出[110]。
  - 「サンバード・フランチャイズチェーン」展開開始[3]（地場中小スーパーなどに衣料品販売のノウハウや商品を供給）。
- 1978年（昭和53年）3月 - ナグス、ボガール、サンファミリック、長崎屋ストアー、サニーディップス、サンレオを本体に吸収合併[1][111]。
- 1981年（昭和56年）4月 - ライフ（現在のライフコーポレーション）と提携[110]。
- 1983年（昭和58年）- シャル1号店を大分に開設[110]。
- 1989年（平成元年）3月 - サンドールおよびサンドール北海道を合併[1]。
- 1990年（平成2年）3月18日 - 尼崎店で長崎屋火災発生、15人死亡[22]。
- 1992年（平成4年）9月 - ホームセンタ一部門を分離して「長崎屋ホームセンター」を発足[1]。
- 2000年（平成12年）
  - 2月13日 - 東京地方裁判所に会社更生法適用申請[49]。
  - 5月14日 - 上場廃止。
  - 5月19日 - 更生手続開始決定・事業管財人に福田國幹エコス相談役を選任[53]。
- 2002年（平成14年）
  - 1月15日 - アドバンテッジ・パートナーズとの支援交渉を断念したと発表[69]
  - 2月7日 - キョウデングループと再建支援先としての優先交渉権を締結したと発表[70]
  - 6月3日 - 事業管財人を福田國幹エコス相談役から橋本浩キョウデン会長へ交代[72]。
  - 6月24日 - 第3回関係人集会で更生計画案の決議を受け、同30日に東京地方裁判所から更生計画認可の正式認可を受ける[73]。
  - 8月8日 - 資本金117億88万円を100%減資し、第三者割当増資を行って新資本金40億円となり、72.5%を出資したキョウデングループの傘下入り[74]。
- 2006年（平成18年）7月11日 - 会社更生手続終結[79]。
- 2007年（平成19年）10月 - キョウデングループが保有する株式86%がドン・キホーテに売却され、同社の傘下となる[85]。
- 2008年（平成20年）
  - 4月 - 直営店「ドン・キホーテ柏駅前店」がリニューアルオープン[90]。
  - 6月11日 - 新事業形態“生活防衛型”ディープディスカウントストアとして、MEGAドン.キホーテの1号店である四街道店を新たにオープン[112]。
- 2009年（平成21年）
  - 4月1日 - テナント賃貸事業をドン・キホーテグループのパウ・クリエーション（現在の日本商業施設）へ移管[89]
  - 9月 - 本社をドン・キホーテ中目黒本店に移転する。
- 2012年（平成24年）7月3日 - 創業者の岩田孝八が老衰のため死去[5]。90歳[5]
- 2013年（平成25年）12月5日 − 北海道札幌市に約9年ぶりの新店舗となるMEGAドン・キホーテ新川店をイトーヨーカドー新川店跡地に開店。
- 2016年（平成28年）11月19日 - 千葉県八千代市のイズミヤ八千代店跡に、MEGAドン・キホーテ八千代16号バイパス店を開店。
- 2019年（令和元年）6月27日 - 福岡市西区のイオン福重店跡に、MEGAドン・キホーテ福岡福重店を開店。2002年の黒崎店の閉店以来、17年ぶりの福岡県への進出となった。

## グループ企業
一部のみを列挙する。
- 株式会社サン情報開発 - システムインテグレーター（設立：1986年8月1日。出資：70%）
ヤマトシステム開発との合弁企業。富士通系情報処理サービス業グループ（FCA）会員。

### 過去のグループ企業
一部のみを列挙する。

#### 海外
- ナガサキヤ・コメルシアル・インポルダーラ・リミターダ
ブラジル連邦共和国サンパウロに進出する際に現地の日系企業と共に設立した会社。1974年10月設立[110]。
サンジョセ店とイビラブエラ店の2店を運営していたが、現地からの撤退に伴い1992年に解散した。

#### 小売業
- 株式会社長崎屋ホームセンター
本社:東京都中央区東日本橋3-3-15[113]
1984年2月に設立[113]、出資比率100.0%[113]。
1992年9月にホームセンタ一部門を分離して発足[1]。1999年2月時点でホームセンター18店舗を展開していた。
2000年11月に株式会社ホームピック（東京都中野区、オリンピックの完全子会社）へ株式が譲渡され、株式会社ホームピック（東京都足立区）に社名を変更[65][114]。その後2度の合併を経てから、オリンピックに吸収合併された。
2015年3月1日にOlympicグループはホームセンター部門を株式会社おうちDEPOとして再度分社化し、現在に至る[115]。
- 株式会社サン家電
本社:東京都中央区東日本橋1-1-5[116]。
1985年2月に設立、出資比率100.0%[116]。
家電量販店[46][116]
一時期単独路面店舗も存在したが、全店長崎屋内の家電売場という存在だった。53店舗（1998年（平成10年）1月時点）[要出典]
1999年（平成11年）12月1日付で長崎屋と金沢長崎屋へ営業譲渡して両社の家電部門と統合した上で解散・清算した[46]。
- 株式会社かのこ
本社:東京都中央区東日本橋3-7-14[116]。
1985年（昭和60年）2月に設立、出資比率100.0%[116]。
呉服専門店[46][116]、70店舗（1998年（平成10年）1月時点）[要出典]
1999年12月1日付で従業員が独立する形で設立した新会社へ営業譲渡した上で解散・清算した[46]。
- 株式会社ビゴール
本社:東京都中央区東日本橋3-7-14[116]。
1988年2月に設立[116]、出資比率100.0%[116]。
宝飾専門店[46][116]
1999年12月1日付で従業員が独立する形で設立した新会社へ営業譲渡した上で解散・清算した[46]。
- 株式会社シンバル
本社:東京都中央区東日本橋3-7-14[116]。
1984年4月に設立[116]、出資比率100.0%[116]。
レディスカジュアル衣料専門店[46]
1999年12月1日付で従業員が独立する形で設立した新会社へ営業譲渡した上で解散・清算した[46]。
- 株式会社サンブルーム
本社:東京都中央区東日本橋3-7-14[116]。
1992年3月に設立[116]、出資比率100.0%[116]。
カジュアル衣料専門店[46]
1999年12月1日付で100%出資した新会社へ営業譲渡した上で解散・清算した[46]。
- 株式会社サンクスアンドアソシエイツ
コンビニエンスストア
旧社名「株式会社サンクス」。1980年に設立。1991年商号変更。
1994年2月28日付で小野グループに株式57万株を譲渡し、傘下を離れた[26]。

- 株式会社土浦京成百貨店
本社:茨城県土浦市中央1-1-24[117]。
百貨店。1977年4月に資本提携して傘下に入れた[118]。
- 株式会社サンロード - 自動車専門店
- 株式会社ベビーバード
本社:仙台市南小泉五ツ谷2[117] → 東京都中央区東日本橋3-7-14[116]。
1973年12月に設立、出資比率100.0%[116]。
乳幼児用品専門店[116]。
1973年に英・マザーケアが日本に出店するため、伊藤忠商事と当社との合弁で設立した日本法人[119]。1975年の6月にマザーケアが出資を引き揚げたため、当社の子会社となった[119]。
- 株式会社ナグス
- 株式会社ボガール
- 株式会社サンファミリック
- 株式会社長崎屋ストアー
- 株式会社サニーディップス
- 株式会社サンレオ
1978年（昭和53年）3月に本体に吸収合併[1][111]。
- 株式会社聖籠長崎屋 - 店舗経営[120]
長崎屋聖籠店を運営していた会社。2002年で解散となった。

##### サンドール
- 株式会社サンドール
本社:北海道札幌市中央区南1条西1丁目149[121]。
1973年3月に設立[121]、出資比率50.0%[121]。
プリマート（現在のマルエツ）との合弁で設立[110]。1989年3月に当社本体に吸収合併[1]。群馬県内6店の営業権は松清本店（現・フレッセイ）へ譲渡された[122]。
- 株式会社サンドール北海道
本社:北海道札幌市西区琴似2条6丁目504[117]。
長崎屋と岩倉組、札幌フードセンター（後のマックスバリュ北海道、現在のイオン北海道）との合弁会社[123]。
1973年4月に設立、出資比率50.0%[121]。
1989年3月に本体に吸収合併[1]。
- 株式会社サンドール旭川
本社:北海道旭川市1条通7丁目47[124]。
長崎屋と札幌フードセンターとサンドール北海道との合弁会社。1987年10月にサンドール北海道に吸収合併された。
- 株式会社サンドール函館
本社:北海道函館市美原1-7[117]。
長崎屋、サンドール北海道とかわしろショッピングセンター、魚長との合弁会社[125]。
1987年3月1日にサンドール北海道に吸収合併された。
- 株式会社サンドール青森
長崎屋とマルハさとうとの合弁会社。
- なかよしサンドール
本社:秋田県秋田市中通4-15-3[126]。
長崎屋となかよしとの合弁会社。
- 株式会社サンドール仙台
1973年（昭和48年）11月に設立[121]、出資比率50.0%[121]。
- 株式会社サンドール千葉
- 株式会社サンドール栃木
本社:栃木県今市市今市456[126]。
- 株式会社サンドール新潟
1974年（昭和49年）12月に設立[121]、出資比率50.0%[121]。
長崎屋と新潟吉池の合弁会社。
- 株式会社サンドール福井
長崎屋と柳町スーパーマーケットとの合弁会社。
- 株式会社サンドール浜松
- 株式会社サンドール静岡
1974年（昭和49年）11月に設立[121]、出資比率50.0%[121]。
- 株式会社サンドール関西
1980年（昭和50年）4月に設立[121]、出資比率50.0%[121]。
長崎屋とライフとの合弁会社

#### サービス業
- 株式会社おあしす - 外食、給食（設立：1949年（昭和24年）10月11日[127]、出資：82.5%[127]）
本社:市川市市川2-15-8[116]。
平塚西店が7階建ての店舗になった際に長崎屋が食堂部としてレストランを開店した。かつては米国アイホップ社との提携して郊外型の洋菓子レストラン「アイホップ」も展開していた[3]。
長崎屋店内を中心にファミリーレストラン「おあしす」、クレープ店「イタリアのクレープ屋さん」などを展開。給食事業（社員食堂の運営）も行っている。
2007年2月28日付で解散した上で、今後は長崎屋グループ内子会社に営業譲渡され、事業は引き続き継続されている[127]。
- 株式会社長崎屋フォトサービス - ミニラボ店、写真館（設立：1987年（昭和62年）9月1日、出資：100%[127]）
長崎屋店内を中心にミニラボ店「フォトスピード55」、子供写真館「スタジオ アミ」を展開。
2007年2月28日付で解散したうえで、今後は長崎屋グループ内子会社に営業譲渡され、事業は引き続き継続されている[127]。
- 株式会社サンファンタジー - アミューズメント施設（設立：1989年（平成元年）8月1日[127]、出資：100%[127]）
本社:東京都中央区東日本橋2-5-1[116]、出資比率100.0%[116]。
長崎屋店内にて遊戯施設を運営。
2007年（平成19年）2月28日付で解散したうえで、今後は長崎屋グループ内子会社に営業譲渡され、事業は引き続き継続されている[127]。
  - 屋内型アミューズメントパーク「ファンタジードーム」
苫小牧ファンタジードーム - 閉鎖後、向かいの建物で営業していた長崎屋が苫小牧ファンタジードームの建物に移転開業した。ゲームセンターに加え、宮の森スポーツ倶楽部がテナントとして入居。ジェットコースターの構造物はしばらく残されていたものの解体された。（移転前の建物はのちに他のテナントが入居したが、2015年までに全店撤退、建物も解体された。）
帯広ファンタジードーム - 閉鎖。サンバード長崎屋帯広店内にあった。キャラクターは苫小牧と一緒。キッズコーナー（ゲームセンター）のみ営業中、中型遊具の残っている3階・4階部分は閉鎖されている。
ファンタジードーム岸和田 - 閉鎖
ラパーク聖籠ファンタジードーム - 閉鎖
ファンタジードームはちのへ - 営業中
- 株式会社サンファンタジーとまこまい - 遊園地運営[128]
苫小牧店に隣接するドーム型遊園地を運営していた。多大な借金に見舞われ処遇が困難であったが、1996年11月30日で解散。1997年1月16日に運営していた遊園地を閉鎖し、同年2月に清算された[128]。
- 株式会社フォルザ - 会員制スポーツクラブ運営
グループのショッピングセンターのラパーク岸和田とラパーク千城台で会員制スポーツクラブを運営。会員5,800人で年間売上高約5.33億円を上げていたが、店舗数が少なくて非効率であった上、業績不振で経営資源を本業の小売業に集中させる必要な状況となったため、2000年12月27日に約1億円でザ・ビッグスポーツに売却された[66]。
- 株式会社サンバードツアー - 旅行代理店（2000年（平成12年）清算）[50]
- 株式会社関西サンバードツアー - 旅行代理店（2000年（平成12年）清算）[50]
- 株式会社シータ - 旅行代理店（2000年（平成12年）清算）[50]
- 株式会社サンレジャー
本社:東京都中央区日本橋3-7-11[117]。
「サンホームビデオ」の名称で主に東日本地区を中心にビデオレンタルショップを展開。後に小野グループへ営業譲渡。
現在は小野グループを離脱。ワンダーコーポレーション傘下となりVidawayへ社名変更。従来の「SUNHOME」に加えカルチュア・コンビニエンス・クラブと業務提携を結びフランチャイジーとなり「TSUTAYA」を展開。
- 株式会社長崎屋ボウル - ボウリング場の運営
1970年前後にオープンした、長崎屋店舗に併設されたボウリング場で、鶴見・柏・浜松・和歌山などに存在した。なお、1974年に開店し1994年に閉店した十条店も、計画段階では「長崎屋ボウル」としてオープン予定としたが、地元住民などの反対運動により、総合スーパーに計画変更された。
- 株式会社サン広告社 - 広告代理業[129]（設立：1970年（昭和45年）3月3日[129]、出資：100%[129]）
専門店、サービス業などを中心にあらゆる業種の宣伝などを取り扱う広告代理業。
2007年8月31日付で清算[129]

#### その他の事業
- 株式会社長崎屋エステート - 不動産業
本社:東京都中央区東日本橋2-8-5[113]
1973年6月に設立[113]、出資比率100.0%[113]。
- 株式会社長崎屋リーシング - 金融業
本社:東京都中央区東日本橋1-2-6[113]
1993年2月に設立[113]、出資比率100.0%[113]。
- 株式会社サンバードファイナンス - 自社向け金融
- 株式会社サンランド
帯広市民文化ホールを建設し、サンランド開発に建物のみを売却して土地を引き続き保有していた。1993年3月と同9月が支払期限の債務を遅延したため、1994年7月に建物の引き渡しなどを求める裁判を釧路地方裁判所帯広支部に提訴した直後の同年10月に解散して、土地の所有権や裁判などの権利・義務を親会社の長崎屋が継承した[130]。

## 自社開発商品
- デイリーインパクト
1995年9月下旬から発売した衣・食・住フルラインの統一オリジナルブランド[131]。

## 店舗

### 「長崎屋」の店名で営業している店舗
- 小樽店: 〒047-0032 北海道小樽市稲穂2-20-1
- 中標津店: 〒086-1049 北海道標津郡中標津町東9条北1-1
- 八戸店: 〒031-0801 青森県八戸市江陽2-14-1（八戸ラピア内）

### 企業としての長崎屋が「ドン・キホーテ」「MEGAドン・キホーテ」の店名で営業している店舗

#### 新規に出店した店舗
- MEGAドン・キホーテ新川店: 〒001-0922 北海道札幌市北区新川2条7丁目3-20（2013年12月5日開店、イトーヨーカドー新川店跡地）[132]
- MEGAドン・キホーテ八千代16号バイパス店: 〒276-0028 千葉県八千代市村上1245（2016年11月19日開店、イズミヤ八千代店跡地）[133]
- MEGAドン・キホーテ綾瀬店: 〒252-1104 神奈川県綾瀬市大上2丁目1-1（2015年12月12日開店、ダイエー綾瀬店跡地）[134]
- MEGAドン・キホーテ豊橋店: 〒441-8061 愛知県豊橋市藤沢町141（ホリデイ・スクエア内）（2017年10月13日開店、イトーヨーカドー豊橋店跡地）[135]
- MEGAドン・キホーテ伊勢上地店: 〒516-0051 三重県伊勢市上地町字川西3118-1（2018年6月13日開店、ピアゴ上地店跡地）[136][注 4]
- MEGAドン・キホーテ姫路広畑店: 〒671-1122 兵庫県姫路市広畑区夢前町1丁目1-1（2018年2月16日開店、イトーヨーカドー広畑店跡地）[137]
- MEGAドン・キホーテ福重店: 〒819-0041 福岡県福岡市西区拾六町1丁目7-1（2019年6月27日開店、イオン福重店跡地）[138][139]

## 店内・CMソング
- サン・サン・サンバード（長崎屋の唄） 作詞：伊藤アキラ 作曲：小林亜星 唄：ワタベレイコとウィルビーズ
1974年（昭和49年）に誕生した店内ソング。CMでも流され、1993年（平成5年）にはテンポが上がったリメイク版（唄：須藤まゆみ）も登場した。
キョウデングループ入りした際に後述の新曲が誕生しこの曲は使用されなくなったがドン・キホーテグループ入りの際に再び使用されるようになった。店舗のドン・キホーテ化によって聴く機会も減ってきているが現在も通常の長崎屋店舗では聴くことができる。
かつて日本テレビにて放送された番組「とんねるずの生でダラダラいかせて!!」で、「祖師ヶ谷ーズ」が登場する際のBGMとして使用された。
伊藤アキラはこの他にも『DOWN DOWN ROCK』（「期末特別大廉売」CM）など、長崎屋のCMソングを複数手がけている。
- サンバード・ソング[140] 作詞:橋本ひろし 作曲:橋本ひろし
長崎屋がキョウデングループ入りした際に作曲家であるキョウデンの会長が作詞・作曲した長崎屋の店内ソング。家族や恋人と一緒に買い物をしたりした思い出の場所「長崎屋」を唄っている。
長崎屋のドン・キホーテグループ入りに伴い、この曲は使用されなくなった。

- 冬のレインボー 作詞：田口俊、作曲：三浦一年、編曲：山川恵津子
- 風の地球儀 作詞：田口俊 作曲：児玉直弥 編曲：松田真人
1988年に行われた「ミス・サンバード コンテスト」でグランプリを受賞した小林彩子のシングルで、1988～1989年の長崎屋CMソングとなっていた。当時のテレビCMには小林の他、シティボーイズが出演していた。

## テレビ番組
- 日経スペシャル ガイアの夜明け 格安の激震 第2波～百貨店・スーパー大転換～（2009年10月20日、テレビ東京）[141] - ドンキ流のスーパーを取材。